# Čchen Ču
Čchen Ču (čínsky pchin-jinem Chén Zhú, znaky zjednodušené 陈竺; * 17. srpna 1953) je čínský hematolog a molekulární biolog a politik: Studoval medicínu a biologii v Číně a ve Francii, dlouhá léta působil v Šanghajském hematologickém ústavu, věnoval se především výzkumu lidské leukémie a genetiky. Roku 1955 byl zvolen členem Čínské akademie věd a v letech 2000–2007 byl jejím místopředsedou. Poté přijal vysoké politické funkce: ministra zdravotnictví (2007–2013); místopředsedy a předsedy (2012–2022) ústředního výboru Demokratické strany čínských rolníků a dělníků, jedné z menších politických stran Čínské lidové republiky; místopředsedy stálého výboru Všečínského shromáždění lidových zástupců (2013–2023). Působil i v odborných lékařských společnostech, předsedal Čínské lékařské asociaci (2010–2015) a Čínskému červenému kříži (od roku 2015).

## Život
Čchen Ču se narodil 17. srpna 1953 v Šanghaji, jeho rodiče byli oba endokrinologové, takže už od mládí toužil studovat medicínu. Po absolvování střední školy roku 1970 byl jako představitel „vzdělané mládeže“ poslán pracovat na venkov okresu Sin-feng v provincii Ťiang-si; koncem roku 1973 opustil Sin-feng a na základě samostudia se stal venkovským lékařem v okrese Cheng-feng v téže provincii. Od roku 1975 studoval na okresní zdravotnické škole v okrese Šang-žao v Ťiang-si, v letech 1977–1978 na škole působil jako učitel.
V roce 1978 byl, po obnovení náboru studentů, přijat na Šanghajskou druhou lékařskou univerzitu, v roce 1981 získal magisterský titul v oboru hematologie. Po promoci se stal internistou v hematologické laboratoři nemocnice Žuej-ťin; v roce 1984 dostal příležitost ke studiu ve Francii; pracoval jako zahraniční rezident v laboratoři hematologického centra univerzity Paris VII, nemocnice Saint-Louis, a pokračoval v doktorském studiu, obor molekulární biologie, a poté se věnoval postdoktorskému výzkumu. V lednu 1986 přišla do ústavu, kde pracoval jeho manželka a spolužačka Čchen Saj-ťüan, která zde získala doktorát v oboru cytogenetiky, a oba dva se stali spoluautory šesti prací, které vedly k významným výsledkům v oblasti molekulární biologie leukémie.
V červenci 1989 se se ženou vrátili do Číny. Po návratu působil jako ošetřující lékař na interním oddělení nemocnice Žuej-ťin, ředitel laboratoře Centra molekulární biologie Šanghajského hematologického ústavu, výzkumný pracovník, profesor, zástupce ředitele a ředitel Šanghajského hematologického ústavu Šanghajské druhé lékařské univerzity. Roku 1995 byl Chen Zhu zvolen akademikem biologického oddělení Čínské akademie věd. Jako vědec se dlouhodobě věnoval výzkumu lidské leukémie a genetiky. Jeho myšlenka „synergické cílené terapie“ leukémie otevřela novou cestu k selektivní diferenciaci a apoptóze nádorových buněk. Od roku 1994 se podílel na plánování, organizaci a řízení projektu lidského genomu v Číně a založil první čínské národní centrum pro výzkum genomu, Národní centrum pro výzkum lidského genomu a Šanghajské centrum pro systematický biomedicínský výzkum.
Vstoupil do Demokratické strany čínských rolníků a dělníků. V roce 1997 se stal místopředsedou Šanghajské městské asociace pro vědu a techniku, v roce 1998 se stal ředitelem čínského Národního výzkumného centra pro lidský genom, v říjnu 2000 byl zvolen viceprezidentem Čínské akademie věd (do roku 2007) a v červnu 2001 byl vybrán do stálého výboru národního výboru Čínské asociace pro vědu a techniku. V letech 2033–2013 byl členem celostátního výboru Čínského lidového politického poradního shromáždění.
V červnu 2007 byl jmenován ministrem zdravotnictví namísto Kao Čchianga; stal se tak druhým nekomunistickým ministrem od roku 1974, kdy rezignoval ministr vodních zdrojů Fu Cuo-i (prvním byl předseda Čínské strany snahy o spravedlnost Wan Kang, v dubnu 2007 jmenovaný ministrem vědy a techniky). V letech 2010–2015 předsedal Čínské lékařské asociaci. Roku 2012 byl zvolen místopředsedou ústředního výboru Demokratické strany čínských rolníků a dělníků a v prosinci 2012 vystřídal Sang Kuo-weje ve funkci předsedy ústředního výboru.
V březnu 2013 odešel z ministerstva zdravotnictví a náhradou byl zvolen místopředsedou stálého výboru Všečínského shromáždění lidových zástupců (parlamentu). Roku 2015 byl zvolen předsedou Společnosti červeného kříže Číny a roku 2017 se stal i místopředsedou Mezinárodní federace společností Červeného kříže a Červeného půlměsíce. Koncem roku 2017 byl znovuzvolen předsedou Demokratické strany čínských rolníků a dělníků  a v březnu 2018 byl znovuzvolen místopředsedou parlamentu.
V prosinci 2022 ho na sjezdu Demokratické strany čínských rolníků a dělníků ve funkci předsedy ústředního výboru nahradil Che Wej a v březnu 2023 mu skončilo i volební období ve Všečínském shromáždění lidových zástupců a odešel do důchodu. Jeho místopředsednické křeslo ve shromáždění připadlo Che Wejovi.